# 어드벤처 게임

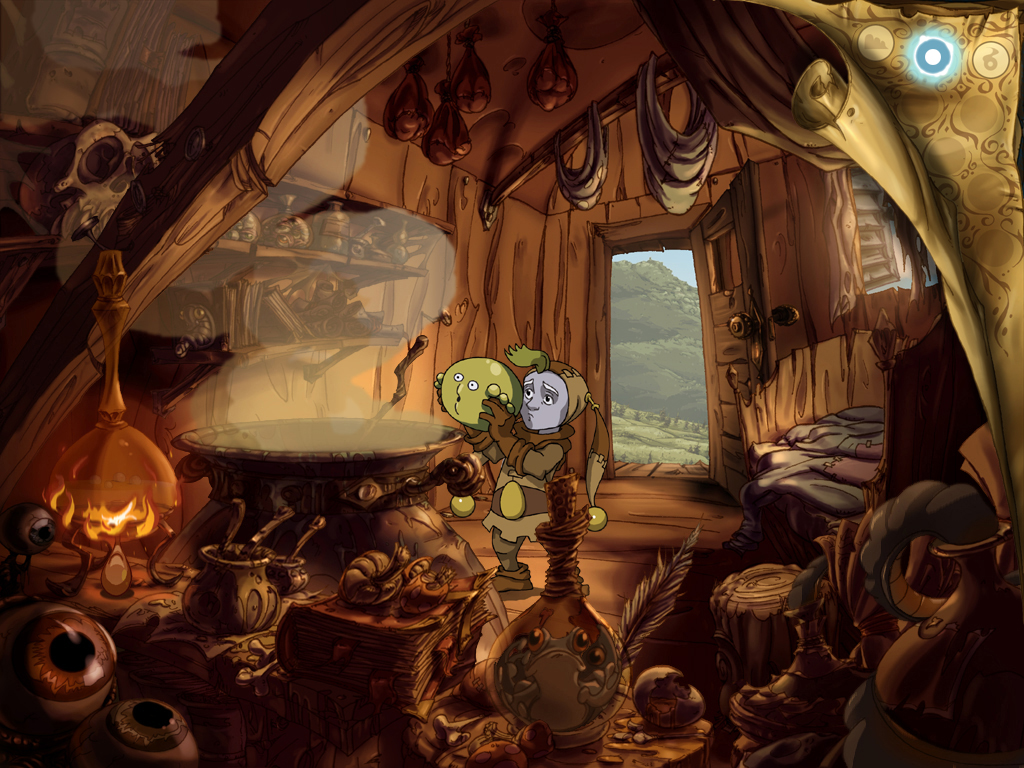

어드벤처 게임(adventure game, 모험 게임)은 비디오 게임 장르의 하나로 플레이어가 상호작용 가능한 이야기 안의 주인공으로서 모험과 퍼즐 해결같은 과제를 수행하는 방식을 사용하는 게임들을 가리킨다. 이야기의 비중이 높은 장르의 특성상 문학이나 영화같이 이야기성이 짙은 매체들의 기법을 자주 빌린다. 대부분의 어드벤처 게임(텍스트 및 그래픽 기반 포함)은 다인용을 위한 이야기와 등장인물 제작이 난감한 관계로 주로 일인용을 위주로 설계된다. 커맨드의 선택이나 입력에 의해 스토리를 진행하는 형식이다.
어드벤처 게임의 시조는 어드벤처로 1975년에 즈음하여 미국 연구 기관의 네트워크상에서 퍼졌다. 1974년 첫 등장한 TRPG, 던전즈 앤드 드래곤즈의 영향을 받아 몬스터가 사는 미로를 탐험하는 내용이었다.
어드벤처 게임은 액션성을 필요치 않으며, 논리적인 전개를 필요로 하여 글을 읽거나 추리를 하는 형식이 많다. 어드벤처 게임 중에서도 시각 및 청각과 스토리에 목적을 둔 것을 비주얼 노벨, 사운드 노벨로 구별하기도 한다. 단, 주인공의 능력을 나타내는 수치가 제공되며, 커맨드의 선택에 따라 그 수치가 변동, 이벤트의 발생이나 엔딩이 바뀌는 게임은 시뮬레이션 게임으로 분류된다.

## 어드벤처와 RPG의 차이
보통 AVG 혹은 AG(ADVENTURE GAME - 어드벤처 게임)과 RPG(롤 플레잉 게임)을 혼동하는 경우가 종종 있다. RPG는 어드벤처와는 달리 주인공이 스토리를 만들어 나가는 것이 주요 라인이라고 할 수 있다. 어드벤처 게임에선 이미 만들어진 상황에 따라 유저의 선택이 강요당하지만 RPG에선 그 선택이 필요한 상황을 만드는 것조차 유저인 셈이다. 이것을 게임의 자유도라고 표현한다. 다시 말해 얼마나 게임을 즐기는 사람이 게임 속 상황 설정에 얽매이지 않고 이야기를 풀어나갈 수 있는가를 게임의 자유도라고 하며, 어드벤처 게임에서는 캐릭터의 행동 이외의 게임 줄거리를 바꿀 수 있는 자유도는 거의 존재하지 않는다.
또한 어드벤처 게임에서는 사용자가 움직이는 캐릭터가 이미 정해져 있거나 한 명이지만, RPG에서는 여러 인물 가운데 하나를 선택하거나 동시에 복수의 캐릭터를 움직이게 된다.
RPG에서 중요하게 여겨지는 현실성은 오히려 어드벤처 게임에서는 환상적인 분위기를 더 고려하기 때문에 대비된다. 이것은 어드벤처와 RPG에 등장하는 이벤트의 성격으로도 알 수 있다. 이벤트는 어드벤처 게임과 RPG에서 모두 중요하게 여기는 요소인데, 어드벤처 게임의 이벤트는 환상적 분위기 또는 퍼즐이나 암호 형식의 문장(글), 언어유희적인 이벤트(게임 〈운명의 손〉에서는 “Toad Stool”을 “Toadstool”이라고 일부러 틀린 말을 쓰기도 했다)가 등장하지만, 반면에 RPG에서는 현실성·개연성을 고려한 이벤트가 등장한다.

## 하위 장르

### 텍스트 어드벤처 및 인터랙티브 픽션

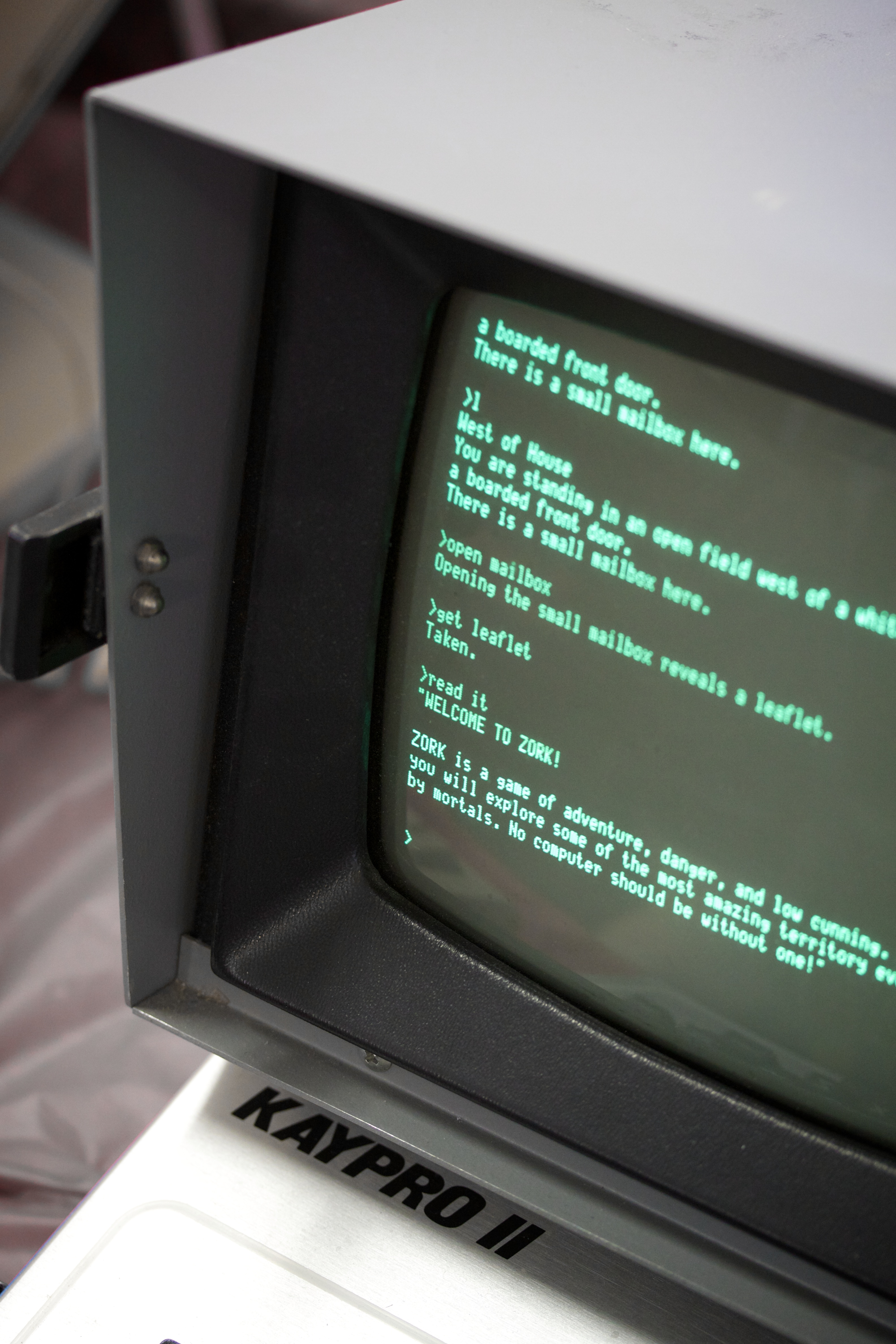
컴퓨터 터미널 화면에 있는 1977년작 《조르크》는 상업적 성공을 거둔 초기 텍스트 어드벤처 게임들 중 하나이다

텍스트 어드벤처에서는 글 문단을 통해 게임의 이야기를 전달한다.

### 그래픽 어드벤처
그래픽 어드벤처는 화면 상에 나타나는 그림, 즉 그래픽을 이용해 게임 내 무대를 보여주는 어드벤처 게임이다.

#### 포인트 앤드 클릭 어드벤처 게임

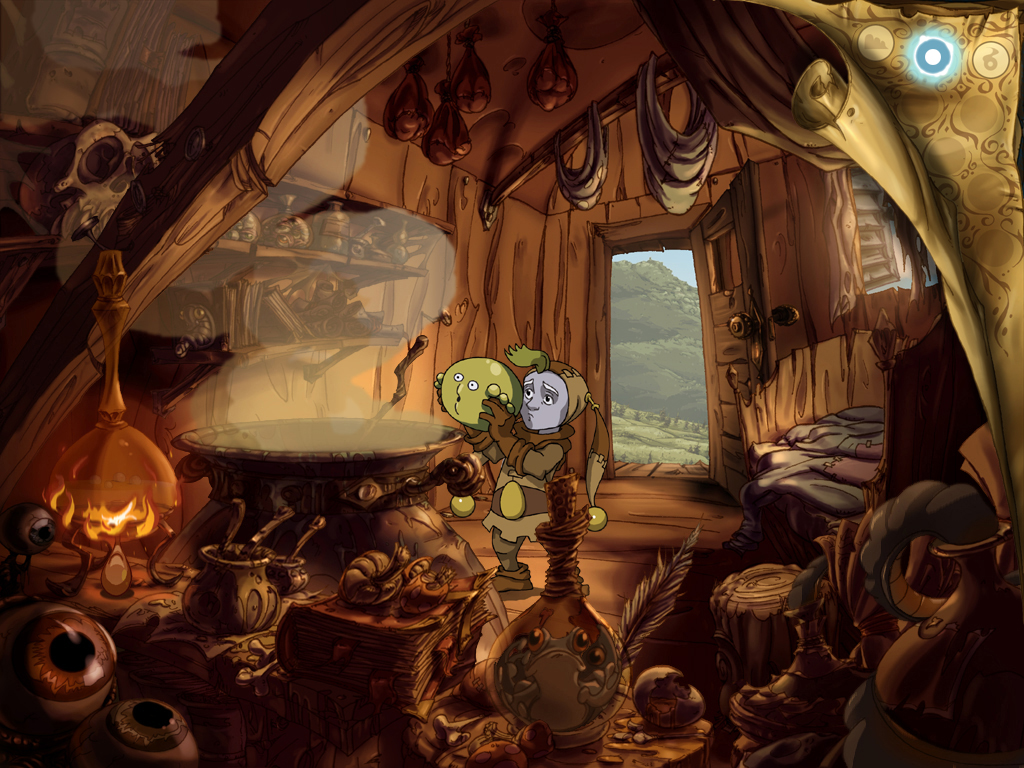
2009년작 《더 위스퍼드 월드》는 고화질 그래픽 및 애니메이션을 이용한 대표적인 문맥 기반 포인트 앤드 클릭 어드벤처 게임이다

포인트 앤드 클릭 어드벤처 게임은 마우스나 유사 입력장치를 활용한 포인트 앤드 클릭 인터페이스를 통해 플레이어 캐릭터를 조종하는 방식의 게임이다.

## 걸 게임계
- EVE burst error
- Ever17 -the out of infinity-
- 노노무라 병원의 사람들
- 이 세상의 끝에서 사랑을 노래하는 소녀YU-NO
- 스즈사키 탐정 사무소 파일 시리즈
- One ~빛나는 계절로~
- 구원의 반
- 투하트
- Kanon
- AIR
- CLANNAD
- 썩은 공주
- 수하
- 셔플!
- D.C. 다카포
- 다카포2
- 네가 바라는 영원
- 바이너리 포트
- 달은 동쪽으로 해는 서쪽으로 ~Operation Sanctuary~
- 새벽녘보다 유리색인

## 보이즈 러브계
- 학원 헤븐
- 좋아하는 것은 좋으니까 어쩔수 없어!!
- 토가이누의 피
- Lamento -BEYOND THE VOID-
- 귀축안경

## 여성향 게임계
- 풀 하우스 키스
- 졸업M
- 막말연화 신선조
- 머나먼 시공 속으로 시리즈:전투 등 RPG나 시뮬레이션 요소 있다.
- 별의 황녀 시리즈

## 같이 보기
- MUD
- 로그라이크

### 내용주
1. ↑  Rollings & Adams 2003, 43쪽.
2. ↑  Hitchens 2002, 258쪽.

### 참고문헌
- Adams, Ernest (1999년 12월 29일). “The Designer's Notebook: Three Problems for Interactive Storytellers”. 《Gamasutra》. 2010년 5월 10일에 원본 문서에서 보존된 문서. 2010년 6월 9일에 확인함.
- Adams, Ernest (2014). 《Fundamentals of Game Design》 Thi판. New Riders. ISBN 978-0-321-92967-9.
- Alessi, Stephen M.; Trollip, Stanley R. (1985). 《Computer-based instruction: methods and development》. Prentice-Hall. ISBN 0-13-164161-1.
- Bergman, Eric (2000). 《Information Appliances and Beyond: Interaction Design for Consumer Products》. Morgan Kaufmann. ISBN 1-55860-600-9.
- Brandon, Alexander (2005). 《Audio for Games: Planning, Process, and Production》. New Riders Games. ISBN 0-7357-1413-4.
- Cameron, Keith (1989). 《Computer Assisted Language Learning: Program Structure and Principles》. Intellect Books. ISBN 0-89391-560-2.
- Chandler, Heather Maxwell; Chandler, Rafael (2011). 《Fundamentals of Game Development》. Jones & Bartlett Learning. ISBN 978-0-7637-7895-8.
- Demaria, Rusel; Wilson, Johnny L. (2003). 《High Score!: The Illustrated History of Electronic Games》. McGraw-Hill Professional. ISBN 978-0-07-223172-4.
- Gibson, David; Aldrich, Clark (2006). 《Games And Simulations in Online Learning: Research And Development Frameworks》. Information Science Pub. ISBN 978-1-59904-305-0.
- Hitchens, Joe (2002). 〈Special Issues in Multi player Game Design〉.   François-Dominic Laramée. 《Game Design Perspectives》. Charles River Media. ISBN 1584500905.
- Kent, Allen; Williams, James G (1989). 《Encyclopedia of Microcomputers》 3. CRC Press. ISBN 0-8247-2702-9.
- Ladd, B. C.; Jenkins, Christopher James (2011). 《Introductory Programming with Simple Games》. Wiley. ISBN 978-0470-21284-4.
- Scholder, Amy; Zimmerman, Eric (2003). 《Re:play: game design + game culture》. P. Lang. ISBN 978-0-8204-7053-5.
- Montfort, Nick (2003). 《Twisty Little Passages: An Approach to Interactive Fiction》. MIT Press. ISBN 0-262-63318-3.
- Nelson, Graham; Rees, Gareth (2001). 《The Inform Designer's Manual》 4판. Gareth Sanderson. ISBN 0-9713119-0-0.
- Nielsen, Simon; Smith, Jonas; Tosca, Susana (2008). 《Understanding Video Games》. Routledge. ISBN 978-0-415-97721-0.
- Pedersen, Roger E. (2003). 《Game Design Foundations》 Seco판. Wordware Publishing. ISBN 1-55622-973-9.
- Peterson, Dale (1983). 《Genesis II, Creation and Recreation with Computers: Creation and Recreation With Computers》. Reston Pub. Co. ISBN 0-8359-2434-3.
- Rollings, Andrew; Adams, Ernest (2003). 《Andrew Rollings and Ernest Adams on Game Design》. New Riders. ISBN 1-59273-001-9.
- Rouse, Richard (2005). 《Game Design: Theory and Practice》 2판. Worldware Publishing, Inc. ISBN 1-55622-912-7.
- Salen, Katie; Zimmerman, Eric (2004). 《Rules of Play: Game Design Fundamentals》. MIT Press. ISBN 0-262-24045-9.
- Salter, Anastasia (2014). 《What Is Your Quest?: From Adventure Games to Interactive Books》. Iowa City: University of Iowa Press. ISBN 978-1-60938-275-9.
- Sloane, Sarah (2000). 《Digital Fictions: Storytelling in a Material World》. Greenwood Publishing Group. ISBN 978-1-56750-482-8.
- Todd, Deborah (2007). 《Game Design: From Blue Sky to Green Light》. A K Peters. ISBN 978-1-56881-318-9.
- Wolf, Mark J. P. (2008). 《The Video Game Explosion: A History from PONG to PlayStation and Beyond》. ABC-CLIO. ISBN 978-0-313-33868-7.